# ツマジロ
ツマジロ Carcharhinus albimarginatus は、メジロザメ属に属するサメの一種。インド洋・太平洋全域の海洋島のサンゴ礁を中心に、断片的な分布を持つ。オグロメジロザメに似た大型のサメで、最大で3mに達する。鰭に白い模様を持つことで容易に識別できる。
攻撃的で強力な頂点捕食者で、主に硬骨魚を食べる。同サイズの他のサメより強く、種内で争うことも多い。胎生で雌は夏に1-11匹の仔を産む。人に対して潜在的に危険だと考えられる。繁殖力が低く漁業により減少しているため、IUCNは2016年、レッドリストにおける保全状況を危急種と評価した。

## 分類
ドイツの博物学者エドゥアルト・リュッペルによって、1837年の Fische des Rothen Meeres（”紅海の魚”）においてCarcharias albimarginatus の名で記載された。その後本種はCarcharhinus 属に移された。種小名はラテン語のalbi（白）、marginatus（縁取り）に由来し、鰭の縁が白いことに因む。タイプ標本は1960年、ラス・モハメッド国立公園の紅海岸で捕獲された103cmの未成熟雄である。1982年の、歯や脊椎に基づいた形態系統解析ではオグロメジロザメと近縁であるとされ、1992年のアロザイム解析でも同様の結果が得られた。

## 分布

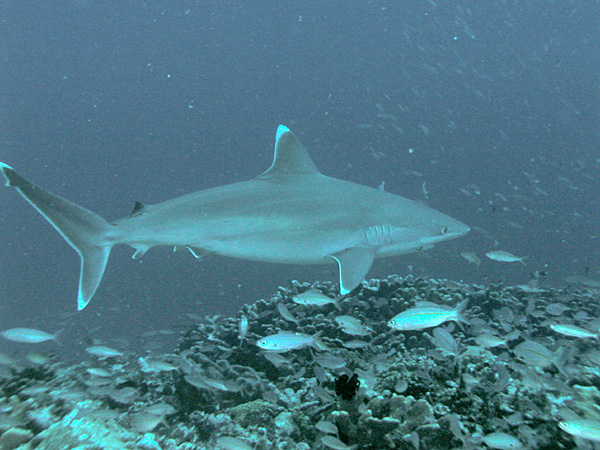
サンゴ礁の近くに多い。

インド太平洋と東太平洋の各地に隔離分布している。インド洋西部では紅海から南アフリカとマダガスカル・セーシェル・モーリシャス・チャゴス諸島。太平洋西部では南日本から台湾・フィリピン・インドネシア・パプアニューギニア・オーストラリア北部とグアム・パラオ・ニューカレドニア・ソロモン諸島・マーシャル諸島・フェニックス諸島・タヒチ。東太平洋ではバハカリフォルニア南部からコロンビアとココス諸島・ガラパゴス諸島・レビヤヒヘド諸島に分布する。メキシコ湾・カリブ海からの報告は確認されたものではない。
大陸棚上の深度30-800m、表層から底層全てで見られる。海洋島・サンゴ堆やサンゴ礁のドロップオフに特に多い。幼体は沿岸の浅瀬や礁湖でよく見られる。成体はこれより深い場所に生息するが、多少の重なりはある。

## 形態

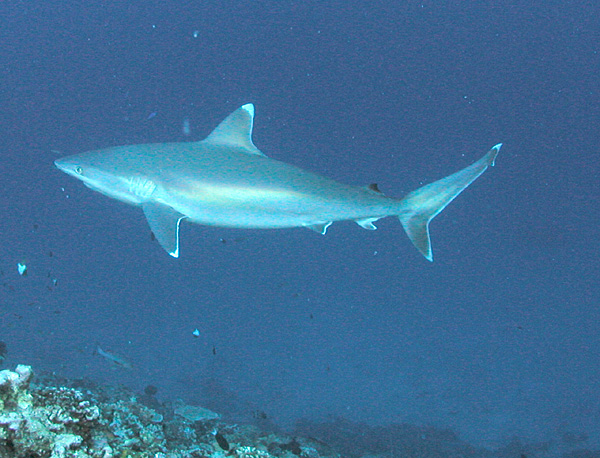
鰭の白い模様が特徴。

体は頑丈な流線型。吻は長くて幅広く、眼は大きくて丸い。鰓裂は5対で短い。歯列は両顎とも片側12-14で、中央には1-2本の正中歯列がある。上顎歯は幅広く、斜めの三角形の尖頭を持ち、基部近くには粗い鋸歯がある。下顎歯は直立した尖頭を持ち、細かい鋸歯がある。第一背鰭は大きな三角形で、胸鰭の後端か少し前方から起始する。第一・第二背鰭間には隆起線がある。胸鰭はメジロザメ類としてはかなり長く、鎌型で先端は尖る。
背面は灰青色で、青銅色の光沢がある。腹面は白い。体側には微妙な白い帯がある。全ての鰭は白く縁取られ、先端も白くなる。最大で3mになるが、一般的には2.0-2.5mである。最大で162.2kgの報告がある。雌は雄より大きい。

## 生態

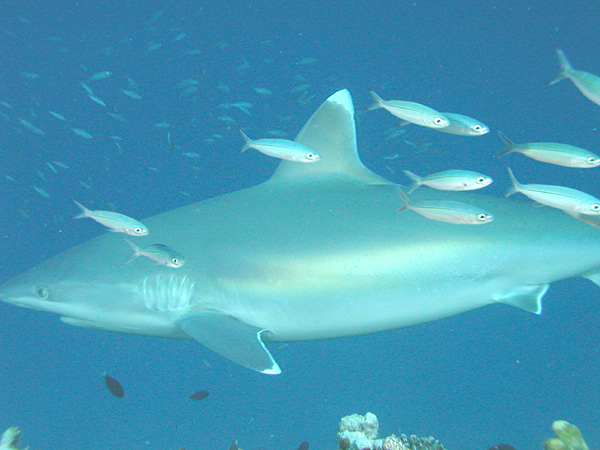
ニューハノーバー島の個体。出生地を離れることはあまりない。

遊泳力は高いが、縄張りを持ち特定の領域からあまり離れない。通常は単独か2匹で見られる。深い場所で、成体雌の小さい群れが目撃されている。同種個体とは激しく争い、多くの個体が瘢痕を持つ。餌を巡る争いでは、同サイズのガラパゴスザメ・カマストガリザメを制圧できる。オグロメジロザメと混群を作ることもある。ツムブリが、自身の寄生虫を落とすために本種の体表に体を擦り付ける行動が見られる。外洋でハンドウイルカ属のような海獣に伴泳したり、ブリモドキに伴泳されたりすることもある。
ダイバーなどの接近に対して、オグロメジロザメ同様の威嚇行動を行う。まず、サメは対象から15m程度離れ、そこから急加速して対象に突進する。全長の2倍程度の距離まで来ると、サメは急減速し、口を開け、胸鰭を下ろして大きな弧を描いて左右に泳ぐ。また、これと同時に本種特有の動きとして、全身を震わせながら体の後半2/3を下に下げる。"震え"は鰭の白い模様を際立たせると考えられる。ダイバーが去らない場合、高速で接近して上顎歯で切り裂いてくる可能性がある。

### 摂餌
餌は主にハタ・サバ・マグロ・クロタチカマス科・ハダカイワシ・トビウオ・ベラ・ウシノシタなどの硬骨魚である。稀にトビエイ・小型のサメ・タコも食べる。大型個体はより動きが遅く、底生の獲物を食べる傾向にある。形の異なる上下の歯は、大型の獲物に噛み付き、激しい回転や旋回で肉を切り取ることに適している。摂餌中の他のサメの周りを泳ぎ回り、稀にその餌を奪い取る所が観察されている。人工的な低周波音に惹かれ、船を追ってくることもよくある。

### 生活史
他のメジロザメ類同様に胎生で、卵黄を使い果たした胎児は卵黄嚢を胎盤に転換する。南半球では、交尾・出産は夏に起こる。雄は雌に噛み付いて交尾し、この過程で第一背鰭の先端を噛み千切られた雌個体が観察されている。産仔数は3-11（通常5-6）。妊娠期間は1年で、2年毎に繁殖する。出生時は63-68cmだが、別の報告では73-81cmとするものもある。幼体は成体より浅い場所で見られる。野生下での成長率は一定しない。Kato and Hernandez (1967) によると、幼体の成長率は平均で3.8 cm/年（全長の5.3%）であったが、20.8 cm/年（全長の30.1%）の成長を示した個体がいた一方で、全長が縮んだ個体もいた。雄は1.6-1.8mまたは1.9-2.0m、雌は1.6-2.0mで性成熟する。

## 人との関わり

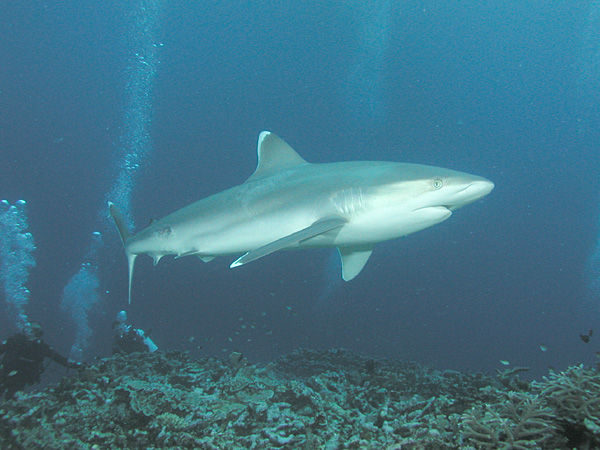
ダイバーに大胆に近づく。

好奇心が強く大胆であり、特に餌が存在する場合は潜在的に危険だとされている。水中に入ったダイバーに対して深みから高速で浮上し、威圧的に近接して調べることがよくある。ダイバーの周囲を旋回したり、追尾したりすることも知られる。餌を用いた実験では、大型個体がダミーのスキューバダイバーの脚を引き裂いたことから、人に致命傷を負わせられることが証明された。2008年の国際サメ被害目録では、人の挑発によって攻撃に至った事例が4件報告されているが、死者はない。
分布域のほぼ全域における商業漁業や地域漁業で、延縄・刺し網・トロール網によって、意図的に、または混獲で漁獲される。鰭は高級なふかひれとされ、皮や軟骨とともに輸出される。肉は生・塩漬け・干物として現地で消費され、歯や顎も販売される。インドネシア・ミャンマー・フィリピンや、さまざまなインド洋諸国でのサンゴ礁漁業で漁獲されている。遠洋漁業での重要性も増大しており、フィニングもよく行われる。繁殖力と移動性が低いため乱獲に弱く、オーストラリア北部のScott Reefではインドネシアの地域漁業者により絶滅したと見られるほか、他の多くの地域でも珍しくなっている。2016年、IUCNのレッドリストでは準絶滅危惧から危急種にカテゴリーが変更された。
飼育記録は少なく、日本では2017年6月23日より沖縄美ら海水族館で初めて展示された。